# Parry Channel
Parry Channel är en naturlig vattenförbindelse mellan Baffinbukten i öster och Beauforthavet i väster. Kanalen ligger i territorierna Nunavut och Northwest Territories, i den norra delen av Kanada. Det består av sunden Lancastersundet, Barrow Strait, Viscount Melvillesundet, och McClures sund. Parry Channel är namngivet efter den brittiske polarforskaren William Edward Parry.
Öarna norr om Parry Channel kallades tidigare Parryöarna, men benämns sedan 1953 Queen Elizabethöarna.